# Режис, Иоанн Франциск
Святой Иоа́нн Франци́ск Режи́с (Жан-Франсуа́; фр. Jean-François Régis, 31 января 1597[…], Фонкуверт, Лангедок, Королевство Франция — 31 декабря 1640, Лалувеск, Лангедок, Королевство Франция) — французский иезуит, канонизированный в 1737 году папой Климентом XII. Неутомимый проповедник, Режис известен тем, что помогал женщинам из групп риска и сиротам.

## Биография
Родился 31 января 1597 года в Фонкуверте (Од) на юге Франции. Отец — Жан Режис — получил дворянство за службу, оказанной во время войн Лиги. Мать — Маргарита де Кугунан — происходила из аристократической семьи. Получил образование в иезуитском колледже в Безье. В конце 1616 года 19-летний Режис поступил в новициат к иезуитам в Тулузе, а два года спустя принёс монашеские обеты. Преподавал грамматику в нескольких колледжах: Бийом (1619—1622), Ле-Пюи-ан-Веле (1625—1627) и Ош (1627—1628). Одновременно с преподаванием изучал философию в Турнон-д’Ажне, а в 1628 году начал изучать богословие в Тулузе. В 1630 году Режис был рукоположен в сан священника и летом 1631 года начал свою апостольскую деятельность.
Неутомимый труженик, он посвятил свою жизнь помощи обездоленным. Будучи недавно рукоположенным священником, он работал с жертвами бубонной чумы в Тулузе. С мая 1632 года по сентябрь 1634 года жил в Монпелье: обращал гугенотов, посещал больницы, помогал нуждающимся, наставлял на путь истинный падших женщин и проповедовал католическое учение детям и беднякам. Искал жильё и работу для женщинам из групп риска и сирот. Основал общество «Братство Святого Причастия», которое занималось сбором благотворительных средств и продуктов питания для бедных. Открыл несколько общежитий для проституток и помог многим из них обучиться на кружевниц, тем самым обеспечив им стабильный доход и шанс на лучшую жизнь.
В 1633 году Режис отправился проповедовать в епархию Вивье по приглашению епископа монсеньора Луи II де ла Бом де Сюза. С 1633 по 1640 год евангелизировал более пятидесяти районов в Виваре, Форе и Веле. Усердно трудился на благо как священников, так и мирян. Его проповеди отличались простым языком, понятным необразованному крестьянству. Труды Режиса принесли плоды в виде многочисленных обращений.
Режис проповедовал в холодных горных районах, где пеший переход из города в город был затруднён, особенно зимой. Он заболел пневмонией и умер 31 декабря 1640 года в Лалувеске (Ардеш) в возрасте 43 лет.

## Прославление
Беатифицирован 18 мая 1716 года папой Климентом XI, канонизирован 5 апреля 1737 года папой Климентом XII.
День памяти — 16 июня.